# Sofiane Belaïd
Pour les articles homonymes, voir Belaïd.
Sofiane Belaïd (en arabe : سفيان بلعيد) est un footballeur algérien né le 5 février 1985 à El Mouradia dans la wilaya d'Alger. Il évolue au poste de défenseur central à l'ES Ben Aknoun.

## Biographie
Il évolue en première division algérienne avec son club formateur, le MC Alger où il a remporté deux fois consécutive la coupe d'Algérie en 2006 et 2007, puis il termine sa carrière dans des clubs de divisions inférieures.

## Palmarès
MC Alger
- Coupe d'Algérie (2) :
  - Vainqueur : 2005-06 et 2006-07.

- Supercoupe d'Algérie (2) :
  - Vainqueur : 2006 et 2007.